# ワールドバザール・コンフェクショナリー
- ディズニーパーク > 東京ディズニーリゾート > 東京ディズニーランド
  - ワールドバザール > ワールドバザール・コンフェクショナリー
  - 東京ディズニーランドのショップの一覧 > ワールドバザール・コンフェクショナリー

ワールドバザール・コンフェクショナリー（World Bazaar Confectionery）は東京ディズニーランドのワールドバザールにあるショップ。

## 概要
| ワールドバザール・コンフェクショナリー | ワールドバザール・コンフェクショナリー |
| -------------------------------------- | -------------------------------------- |
| オープン日                             | 2006/3/27                              |
| スポンサー                             | なし                                   |
| 商品ジャンル                           | クッキーやチョコレートなどの菓子       |
| 宅配センター                           | なし                                   |

このショップは主に菓子類を販売しており、パーク内で同じ販売されている菓子の商品はほとんどがここで手に入る。同じくワールドバザールにある「グランドエンポーリアム」と並び、東京ディズニーランド内でも1、2を誇る広さをもつショップである。
もともとこのショップがあった場所は「ムービープレミアショーケース」、「ディズニーコレクション」、「カメラセンター」、「コンフェクショナリー」の4つのショップがあった。そこを「コンフェクショナリー」を拡張する形でリニューアルした。それにより「ムービープレミアショーケース」、「ディズニーコレクション」は閉店（商品の一部は既存のショップへ移行）。「カメラセンター」はメインエントランス前に移転した。
また、このショップは東京ディズニーランドのほかのショップと異なる形態になっており、他の通常のショップは商品が陳列しているエリアとレジがあるエリアは同じところにあるが、このショップでは商品が陳列しているエリア、会計待ちのためのエリア、会計の（レジがある）エリアの3つのエリアに分かれており、商品を選ぶ客とレジ待ちの客が混同しないため混雑が緩和されている。3つの部屋に分かれたため、「ムービープレミアショーケース」および「ディズニーコレクション」だった場所は会計のエリアに、「カメラセンター」だった場所は会計待ちのエリアに、「コンフェクショナリー」だった場所は商品陳列エリアになった。そのため、実質の商品販売面積はリニューアル前の「コンフェクショナリー」とほぼ変わりはない。また、このようなシステムのため、メインエントランス側のショップの通路は会計エリア側となるため出口専用となっている。
"コンフェクショナリー（Confectionery）"とは英語でお菓子屋の意。

## バックグラウンドストーリー

### シュガーマン銀行
シュガーマン銀行(SUGARMAN BANK)とは、ワールドバザール・コンフェクショナリーの会計エリア側に設定されたバックグラウンドストーリー。
ワールドバザール・コンフェクショナリーの会計エリアは、銀行を模した造りになっており、シュガーマン銀行という名称がつけられている。また、出入口横には以下の役職名が掲示されている。この名前は、いずれもお菓子に関連した名前となっている。
- 頭取 … A. RICH SUGARMAN
- 副頭取 … I. NOAH SWEETDEAL
- 会計士 … HANS N. DECOOKIJAR
- 会計係 … PHILIP D. CANDYDISH